# Wolters Kluwer
Wolters Kluwer N.V. è una società olandese di servizi di informazione per il mercato legale, fiscale, finanziario e sanitario. Ha sede ad Alphen aan den Rijn (Paesi Bassi). Nella sua forma attuale è stata fondata nel 1987. Opera a livello globale ed è quotata a Euronext Amsterdam negli indici AEX ed Euronext 100.

## Storia

### Fusioni e cambi di nome
Jan-Berend Wolters fonda nel 1836 a Groninga, nei Paesi Bassi, la casa editrice Schoolbook che rileva nel 1851 un'altra casa editrice, la Nordhoff, con la sede a fianco della sua. Le due società si fondono più di novant'anni dopo, nel 1968, dando vita alla Schoolbook Nordhoff che quattro anni più tardi, nel 1972, si fonde ancora una volta con una terza casa editrice, la ICU (Information and Communications Union) prendendo il nome di ICU. Qualche anno e nel 1983 la società cambia il nome ICU in Wolters Samson iniziando a fornire servizi legali e aziendali anche in Cina. Nel 1987 la più grande casa editrice olandese, Elsevier, annuncia di voler comprare azioni di un'altra azienda del settore, la Kluwer. I vertici della Kluwer non sono d'accordo e, per respingere l'offerta Elsevier, decidono di fondere la società con la Wolters Samson. Nasce così la Wolters Kluwer, per grandezza la seconda casa editrice dei Paesi Bassi.

### L'espansione
La nuova società inizia a espandersi a livello internazionale acquisendo una serie di società in Spagna, Germania Ovest, Francia e Italia. Già nel 1989 i ricavi provengono per il 44% dall'estero. L'espansione continua negli anni novanta: JB Lippincott & Company da HarperCollins, la svedese Liber, nel 1994 apre la prima filiale nell'Europa orientale, Inza Edition, a Bratislava, in Slovacchia. Nel 1996 acquisisce per 1,9 miliardi di dollari CCH Inc, che le permette di espandersi nell'Estremo Oriente dal momento che CCH opera già, fornendo materiale per il fisco e la contabilità, a Singapore, Hong Kong, Giappone, Australia e Nuova Zelanda. Acquisisce anche la divisione sanitaria e legale di Little, Brown and Company.

### Dalla carta al digitale
Nei primi anni duemila continua l'acquisizione di aziende specializzate nel fornire servizi di informazione destinati a fiscalisti, commercialisti, accountant aziendali, architetti, medici. Ma nello stesso tempo inizia dal 2003, quando la guida della società passa a una imprenditrice americana, Nancy McKinstry, e i ricavi derivano ancora per il 75% dai contenuti editoriali stampati su carta e riviste, la trasformazione della Wolters Kluver. La multinazionale è gradualmente traghettata dal mezzo cartaceo al digitale con una serie di acquisizioni nel mondo del software: Uptodate, FRS Global, SasGas, Acclipse, Finarch, Health Language, Prozof Technologies, CitizenHank, Datacert, altre ancora. Una trasformazione realizzata positivamente: nel 2016 l'85% del giro d'affari della multinazionale è realizzato attraverso i prodotti e i servizi digitali.
Nel marzo 2017 Wolters Kluwer, che realizza il 63% dei suoi ricavi nel Nord America, il 30% in Europa e il 5% in Italia, acquisisce per 300 milioni di euro Tagetik, società di software con sede a Lucca.

## In Italia
Wolters Kluwer opera in Italia nel mercato dell'editoria professionale, del software, della formazione e dei servizi con i marchi Ipsoa, CEDAM, UTET Giuridica, UTET Scienze Tecniche, Leggi d'Italia, Indicitalia, Il Fisco, Osra, Artel, Oa Sistemi, Teknoring e Tagetik. Si tratta di acquisizioni di marchi, perfezionate negli anni, alcuni dei quali sono stati mantenuti, mentre altri no, come De Agostini Professionale.
Con i propri servizi e prodotti software, in Italia opera per i settori: sanità, fisco contabilità e paghe, ESG, finanza e gestione, compliance e legale.